# Settore caldo
Il settore caldo è la parte intermedia della depressione, posta tra il fronte caldo e quello freddo.

Il settore caldo è riempito di aria calda subtropicale e comporta un tempo con cielo parzialmente nuvoloso, caldo afoso e foschia. Spesso in estate i settori caldi sono sede di temporali prefrontali.